# قائمة زملاء الجمعية الملكية المنتخبين في 1985
هذه الصفحة تعرض قائمة زملاء الجمعية الملكية المُنتخبين لعام 1985.

## الزملاء
- Ronald Bullough [الإنجليزية]‏
- ديفيد كلوكهون
- Struther Arnott [الإنجليزية]‏
- Naomi Datta [الإنجليزية]‏
- John Edwin Midwinter [الإنجليزية]‏
- Gerald Westheimer [الإنجليزية]‏
- Michael Barber (chemist) [الإنجليزية]‏
- Malcolm Burrows [الإنجليزية]‏
- Michael Gaster [الإنجليزية]‏
- جون فريدريك ديوي

## الأعضاء الأجانب
- فرانك بريس
- غلين سيبورغ
- تشارلز يانوفسكي
- كونراد بلوخ
- Knut Schmidt-Nielsen [الإنجليزية]‏
- شينغ شين تشيرن